# Propietat col·ligativa

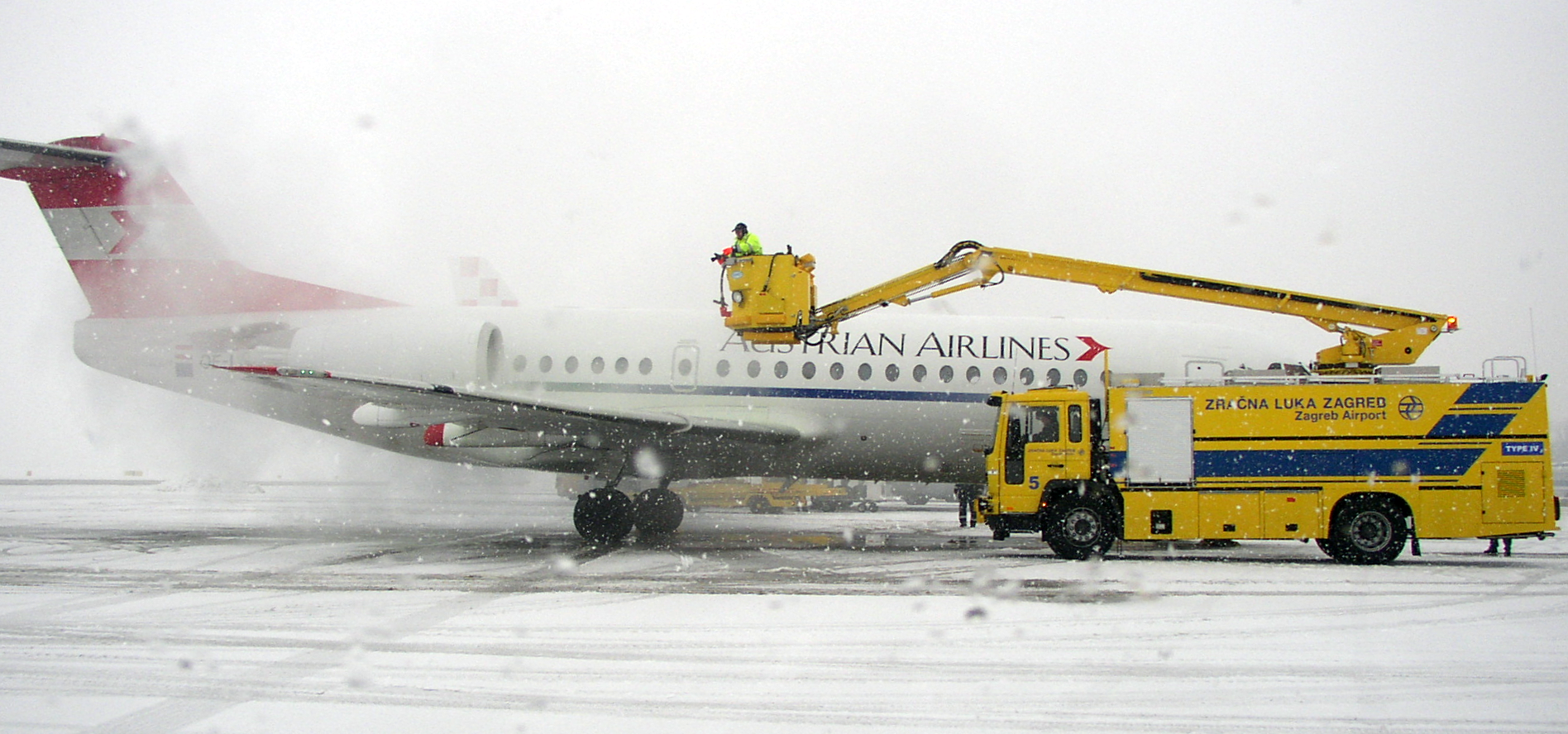
Eliminació del gel d'un avió amb una dissolució anticongelant.

En química, s'anomenen propietats col·ligatives les propietats d'una solució que depenen només de la concentració i no de la naturalesa o el tipus de solut.
Hi ha propietats de les solucions que són notablement diferents entre si i de les del dissolvent, com ara la densitat, la viscositat, la tensió superficial, la conductivitat elèctrica, la conductivitat tèrmica, l'índex de refracció, etc. En aquest cas, la magnitud observada depèn de la naturalesa del solut. D'altres propietats no tenen una dependència important respecte de la naturalesa del solut, són molt semblants entre si i a les del dissolvent, són les propietats col·ligatives. Aquestes propietats són quatre:
- Descens de la pressió de vapor
- Descens crioscòpic
- Augment ebullioscòpic
- Pressió osmòtica

## Història

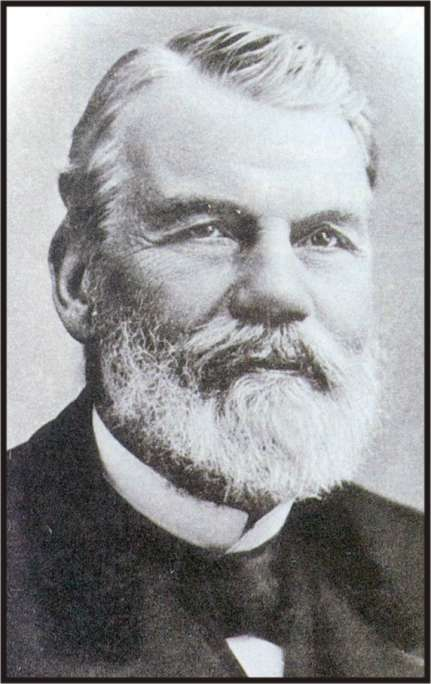
François Marie Raoult
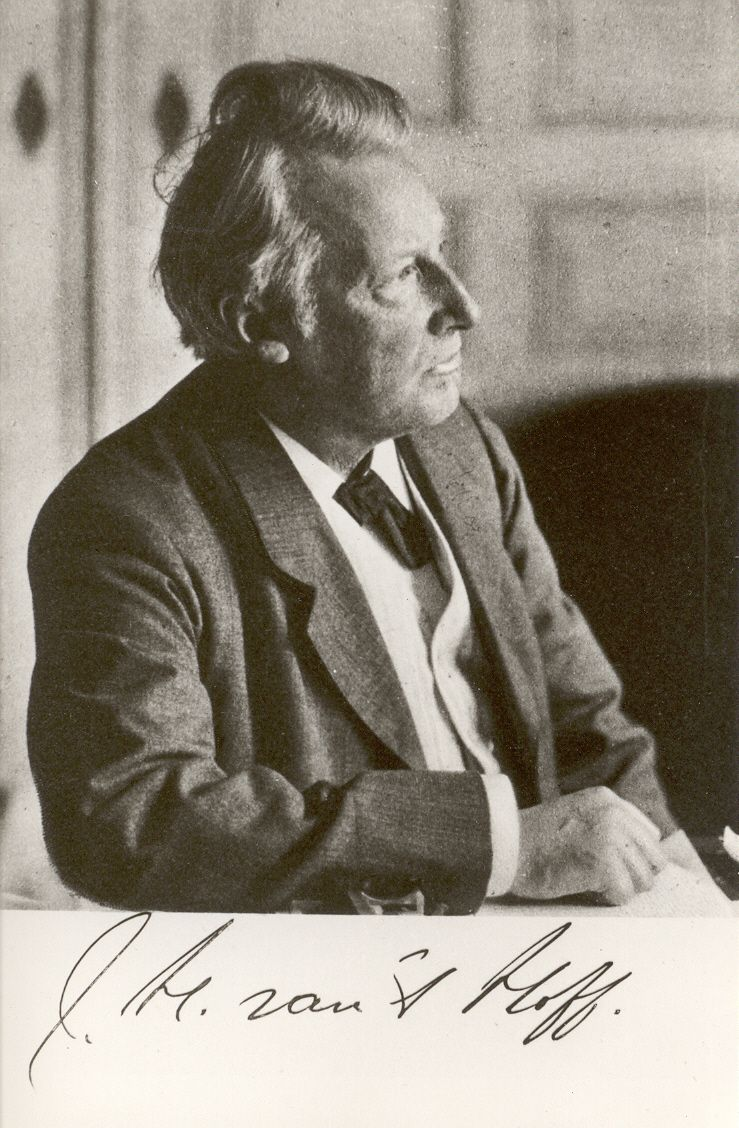
Jacobus Henricus van 't Hoff
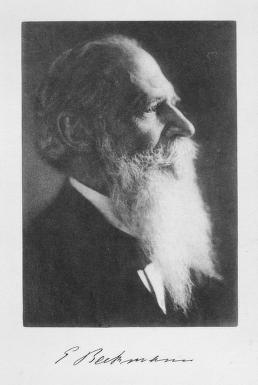
Ernst Otto Beckmann

El químic francès François Marie Raoult (1830-1901) estudià les propietats col·ligatives de les dissolucions amb diversos dissolvents, com aigua, benzè i àcid acètic, i publicà els seus resultats el 1882 i el 1887. En el primer treball, explicà el descens crioscòpic en descobrir que els soluts disminueixen les temperatures de congelació de les solucions i que la variació de temperatura experimentada només és proporcional a la quantitat de solut dissolt, expressada en fracció molar, i no depèn de la seva naturalesa. En el segon treball explicà el descens de la pressió de vapor de les dissolucions i l'augment ebullioscòpic determinant que els soluts disminueixen les pressions de vapor de les solucions i que la variació de temperatura experimentada només és proporcional a la quantitat de solut dissolt, expressada en fracció molar, i no depèn de la seva naturalesa, la qual cosa també produeix un augment ebullioscòpic.
Amb aquestes investigacions, Raoult posà a l'abast dels químics dos nous mètodes analítics de determinació de masses moleculars de substàncies dissoltes, per descens crioscòpic i per augment ebullioscòpic. Així les lleis de Raoult es convertiren en els mètodes més útils, després d'haver estat millorats per l'alemany Ernst Otto Beckmann, per a la determinació de masses moleculars de substàncies orgàniques.
També els treballs de Raoult foren utilitzats per Jacobus van' t Hoff (1852-1911) i Wilhelm Ostwald (1853-1932), entre altres químics, en suport de la hipòtesi de la dissociació electrolítica en les dissolucions i permeteren a Svante August Arrhenius (1859-1927) disposar de proves experimentals per a la seva teoria de la dissociació electrolítica.
Jacobus Henricus van 't Hoff realitzà un estudi sistemàtic de les propietats col·ligatives de les dissolucions que publicà el 1885. En aquest treball descobrí que la pressió osmòtica es pot explicar basant-se en una equació semblant a la dels gasos ideals. També observà que un extens grup de dissolucions no obeïen les lleis simples que havia descobert Raoult, ni tan sols a altes dilucions. Aquestes anomalies, que eren excepcionalment elevades en el cas de molts d'electròlits, conduïren a van't Hoff a introduir l'anomenat factor de van't Hoff, un factor empíric que intenta corregir l'equació de Raoult per poder-la aplicar a electròlits.

## Les quatre propietats

### Descens de la pressió de vapor

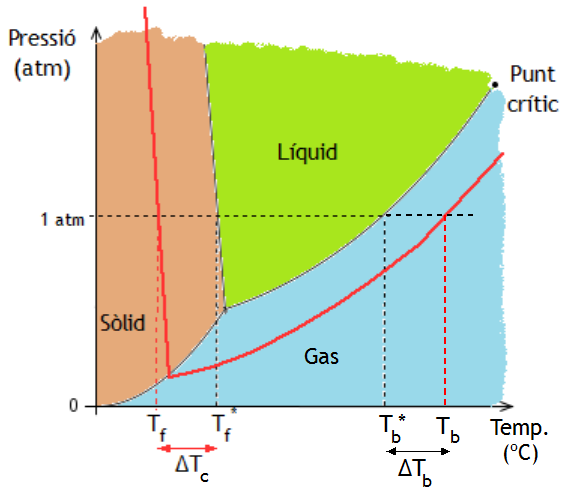
Diagrama de fases de l'aigua

El descens de la pressió de vapor d'un dissolvent per addicció d'un solut no volàtil és una propietat col·ligativa. Per a les dissolucions ideals i diluïdes ideals el descens de la pressió de vapor {\displaystyle \Delta p} és proporcional a la fracció molar del solut {\displaystyle x_{2}}.
Si la dissolució és suficientment diluïda, el dissolvent obeirà la llei de Raoult, i la diferència de la seva pressió de vapor, p1, amb la pressió de vapor del dissolvent pur, P1*serà:
A la figura es representa el diagrama de fases de l'aigua (línies en color negre) i el diagrama de fases d'una dissolució aquosa (línies en vermell). S'observa que hi ha un desplaçament de les línies degut a la disminució de la pressió de vapor del dissolvent pur líquid, la qual cosa dona lloc al descens crioscòpic i a l'augment ebullioscòpic, representats a la figura.

### Descens crioscòpic
S'anomena descens crioscòpic a la disminució de la temperatura de congelació que experimenta una dissolució respecte de la temperatura de congelació del dissolvent pur.
Totes les dissolucions que, en refredar-se, el dissolvent solidifica pur sense el solut, tenen una temperatura de congelació inferior a la del dissolvent pur. I la magnitud el descens crioscòpic, {\displaystyle \Delta T_{\rm {c}}}, ve donada per la diferència de temperatures de congelació (o de fusió) del dissolvent pur i de la dissolució, {\displaystyle T_{\rm {f}}^{*}}, i {\displaystyle T_{\rm {f}}}, respectivament:

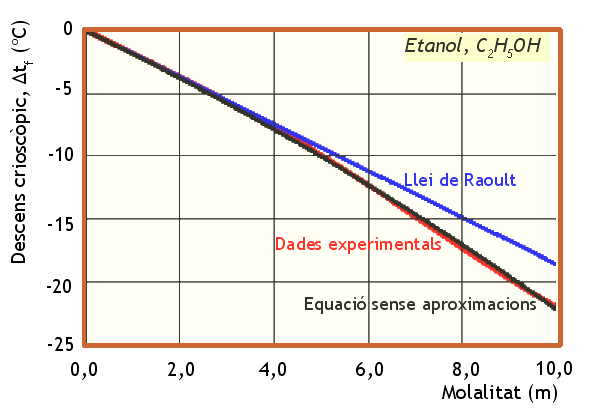
Descens crioscòpic experimentat per una dissolució aquosa d'etanol en funció de la molalitat

Raoult de forma experimental arribà a la següent relació pel cas del descens crioscòpic de dissolucions diluïdes amb soluts que no es dissocien (no electròlits), que s'anomena llei de Raoult del descens crioscòpic.
on:
- {\displaystyle \Delta T_{\rm {c}}} és la diferència entre la temperatura de congelació del dissolvent pur i la temperatura de congelació de la dissolució.
- {\displaystyle k_{\rm {f}}} és la constant crioscòpica, una constant que és característica del dissolvent.
- {\displaystyle b} és la molalitat del solut, és a dir els mols de solut per quilogram de dissolvent. La concentració s'expressa en molalitat perquè és més pràctic a l'hora de realitzar mesures, encara que per a ser precisos s'hauria d'expressar en funció de la fracció molar com ho demostrà Raoult.[4]

A la figura adjunta es representa el descens crioscòpic experimentat per una dissolució aquosa d'etanol en funció de la molalitat on s'observa la corba experimental en vermell i la recta que surt aplicant l'equació de Raoult (en blau) i que, pel cas de l'etanol, és vàlida fins a concentracions d'aproximadament 3 mol/kg.

### Augment ebullioscòpic

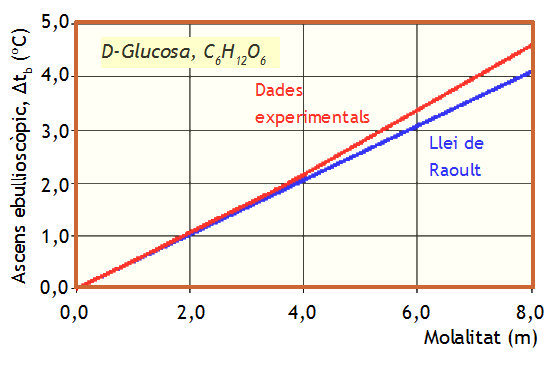
Ascens ebullioscòpic de les dissolucions de glucosa en aigua

S'anomena augment o ascens ebullioscòpic a l'augment de la temperatura d'ebullició que experimenta una dissolució, amb soluts no volàtils, respecte de la temperatura d'ebullició del dissolvent pur.
La magnitud de l'ascens ebullioscòpic, {\displaystyle \Delta T_{b}}, ve donada per la diferència de temperatures d'ebullició de la dissolució i del dissolvent pur, {\displaystyle T_{b}} i {\displaystyle T_{b}^{*}}, respectivament:
Raoult de forma experimental arribà a la següent relació pel cas de l'ascens ebullioscòpic de dissolucions diluïdes amb soluts no volàtils que no es dissocien (no electròlits), que s'anomena llei de Raoult de l'augment ebullioscòpic.
on:
- {\displaystyle \Delta T_{b}} és la diferència entre la temperatura d'ebullició de la dissolució i la temperatura d'ebullició del dissolvent pur.
- {\displaystyle k_{b}} és la constant ebullioscòpica, una constant que és característica del dissolvent.
- {\displaystyle b} és la molalitat del solut, és a dir els mols de solut per quilogram de dissolvent. La concentració s'expressa en molalitat perquè és més pràctic a l'hora de realitzar mesures, encara que per a ser precisos s'hauria d'expressar en funció de la fracció molar com ho demostrà Raoult.[4]

A la figura adjunta hi ha representats els augments ebullioscòpics de dissolucions de glucosa en aigua fins a 6 mol/kg. S'observa que fins a una concentració 2 mol/kg l'equació de Raoult concorda amb les dades experimentals, però s'allunya per a concentracions superiors.

### Pressió osmòtica
La pressió osmòtica (representada amb la lletra grega {\displaystyle \Pi }) és una propietat col·ligativa de les solucions i és una de les principals característiques que s'han de tenir en compte en les relacions dels líquids que constitueixen el mitjà intern. La membrana cel·lular determina un comportament que conté solucions de diferent concentració al mitjà extracel·lular que l'envolta, creant una barrera de control de solut.
Quan una solució es posa en contacte amb el solvent a través d'una membrana semipermeable que deixa passar a les molècules de solvent però no les de soluts, les molècules de solvent, que es troben en major concentració en el dissolvent pur, es difonen cap a la solució, on la seva concentració és més petita. Es pot arribar a una situació d'equilibri contrarestant aquesta tendència mitjançant l'aplicació d'una certa força sobre la dissolució, augmentant la pressió (aplicació de força en una determinada àrea, el que es coneix com a pressió osmòtica de la solució i es representa amb la lletra grega {\displaystyle \Pi }).
on:
- {\displaystyle \Pi } és la pressió osmòtica, en atmosferes (atm).
- {\displaystyle R} és la constant dels gasos, 0,082 atm·l/K·mol o 8,314 J/K·mol.
- {\displaystyle T} és la temperatura absoluta en kèlvins (K).
- {\displaystyle c} és la concentració en quantitat de substància (mol/l) de la dissolució.

## Dissolucions d'electròlits
Les anomalies descobertes per Jacobus Henricus van 't Hoff, que eren excepcionalment elevades en el cas de molts d'electròlits, el conduïren a introduir l'anomenat factor de van't Hoff, un factor empíric simbolitzat per {\displaystyle i}, i definit com el quocient entre el valor experimental de la propietat col·ligativa mitjana i el valor teòric que es dedueix amb les equacions de Raoult i amb la de la pressió osmòtica. Per exemple, amb el descens crioscòpic:
Van't Hoff comprovà que aquesta relació era la mateixa per a totes les propietats col·ligatives i es pot aplicar el mateix factor a totes elles: D'aquesta manera les equacions pel descens crioscòpic, per a l'augment ebullioscòpic i per a la pressió osmòtica per a soluts electròlits prenen la forma:
A la taula adjunta s'observen valors de {\displaystyle i} per a alguns electròlits en dissolució aquosa obtinguts mitjançant mesures crioscòpiques. Pot observar-se com els valors de {\displaystyle i} augmenten en augmentar la dilució i tendeixen a valors sencers (2, 3, 4,..) quan les dissolucions són molt diluïdes, són els valors límit de {\displaystyle i}. En els electròlits febles, com ara l'àcid acètic, donen dissolucions poc conductores del corrent elèctric i aquesta tendència només es manifesta a molt alta dilució.
Per explicar aquests valors de {\displaystyle i} el químic suec Svante August Arrhenius desenvolupà entre 1883 i 1887 la teoria de la dissociació electrolítica, segons la qual les molècules dels electròlits es dissocien en major o menor extensió en ions carregats elèctricament, capaços de transportar el corrent elèctric, i existint un equilibri entre les molècules no dissociades i els ions. Per tant, en dissolució hi ha més partícules que les que s'han dissolt, ja que aquestes es rompen, es dissocien, en parts més petites. El descens crioscòpic, com les altres propietats col·ligatives, depèn del nombre total de partícules en dissolució, de manera que en una dissolució d'electròlits tendrem més partícules que les dissoltes, les quals s'han de tenir en compte per a calcular la molalitat total. Per exemple podem suposar un electròlit binari del tipus {\displaystyle M_{\nu _{+}}X_{\nu _{-}}}, que assoleix l'equilibri de dissociació en aigua segons la següent equació:

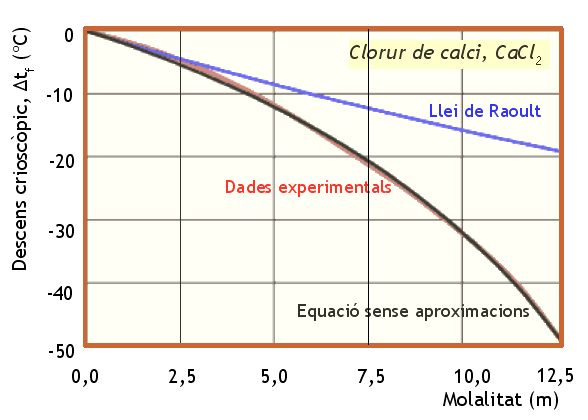
Descens crioscòpic experimentat per una dissolució aquosa de clorur de calci en funció de la molalitat

Si es dissolen {\displaystyle n} mols de l'electròlit, a l'estat d'equilibri hi haurà els següents mols:
on {\displaystyle \alpha } és el grau de dissociació, o fracció dissociada de l'electròlit.
El factor {\displaystyle i} de van't Hoff també és el quocient entre el nombre total de partícules que existeixen en la dissolució i el nombre de mols {\displaystyle n} de solut (com si no estigués dissociat), és a dir:
que correspon al cas d'un electròlit feble, que està parcialment dissociat.
Per a un electròlit fort totalment dissociat {\displaystyle \alpha =1}, i l'equació anterior es redueix a:
Per tant, en els electròlits forts el valor límit del factor {\displaystyle i} de van't Hoff és igual al nombre d'ions formats; així: un mol de HCl o de NaCl es converteixen en 2 mols en dissociar-se, un de Cl- i un altre de H+ o de Na+, respectivament; un mol de K₂SO₄, en 3 mols, un de SO₄2- i 2 de K+; un mol de AlCl₃, en 4 mols, tres de Cl- i un de Al3+.
En general, els factors {\displaystyle i} de van't Hoff augmenten en disminuir la concentració de l'electròlit i s'aproximen al valor límit de la dilució infinita.
Els valors del grau de dissociació, {\displaystyle \alpha }, obtinguts mitjançant aquestes consideracions són acceptables a altes dilucions, però a concentracions elevades apareixen amb freqüència valors molt distints dels esperats, o valors completament absurds (majors que u, com el de l'HCl; o negatius, com el del CH₃COOH, que figuren a la taula anterior). Tampoc el factor {\displaystyle i} de van't Hoff no assoleix el valor del nombre sencer fins a altes dilucions pels electròlits forts. Aquestes divergències són degudes a interaccions entre els ions, interaccions ió-dissolvent i a associacions d'ions per a formar molècules neutres.